# Mike Mignola
Michael Joseph Mignola  é um autor norte-americano de história em quadrinhos, trabalhando como roteirista tanto quanto artista. Nasceu em 16 de Setembro de 1960, em Berkeley, Califórnia. Vive em Nova Iorque com a sua esposa e filha. A sua distinta arte já foi denominada como "o expressionismo alemão misturado com Jack Kirby". É o criador da série em quadrinhos Hellboy, pela qual recebeu Prémios Harvey e Eisner. Em 1999, foi finalista para o Prêmio da Associação de Escritores de Terror Bram Stoker. 

## Banda Desenhada
Mike Mignola iniciou a sua carreira nos quadrinhos com trabalhos publicados no fanzine The Comic Reader em 1981, com 19 anos.
Em 1983 foi contratado pela Marvel Comics, inicialmente como arte-finalista. Nesta empresa trabalhou em alguns números das seguintes revistas:
- 1983 - Alpha Flight (Tropa Alfa), Power Man & Iron Fist (Luke Cage e Punho de Ferro), Daredevil (Demolidor), Master of Kung Fu (Shang-Chi, Mestre de Kung Fu, Ka-Zar the Savage (Ka-Zar);
- 1984 - The New Defenders (Os Novos Defensores), Marvel Team-Up, Marvel Fanfare;
- 1985 - X-Men Annual (X-Men), Incredible Hulk (Hulk), The New Defenders, Marvel Age Annual, Marvel Fanfare, Amazing High Adventure e a sua própria minissérie, intitulada Rocket Raccoon;
- 1986 - Solomon Kane, Cloak & Dagger (Manto e Adaga), Web of Spiderman Annual (Homem-Aranha);
- 1987 - The New Mutants (Os Novos Mutantes), Classic X-Men, Kickers, Inc.;
- 1988 - Punisher (Justiceiro), Strange Tales, What the--?!, Strikeforce: Morituri;
- 1989 - Thor, Marvel Fanfare, Dr Strange-Dr Doom: Triumph and Torment (Dr. Estranho e Dr. Destino), Marvel Comics Presents, Marvel: Year in Review;
- 1990 - Conan, Quasar, Fafhrd and the Gray Mouser, X-Factor, Hellraiser, Wolverine: The Jungle Adventure;
- 1991 - Fafhrd and the Gray Mouser, Marvel Illustrated Swimsuit Special, Uncanny X-Men Annual, X-Men Annual, New Warriors Annual, New Mutants Annual, Nightbreed, X-Factor, X-Factor Annual, Classic X-Men, Daredevil Annual, Fantastic Four (Quarteto Fantástico), Avengers Annual (Vingadores), Marvel Comics Presents;
- 1992 - Classic X-Men, X-Force, Marvel Swimsuit Special, Wolverine/Cable (poster), Hellraiser, Metropol.

Mignola colaborou com muitas outras editoras, como a DC Comics, Dark Horse, Image, Pacific, Comico-Comics, First, New Comics Group, Avalon Editions, Atomeka Press, Fantagraphics, Wizard Press, Valiant, Tops, Entity Comics, Calliope Comics, Harris, Planet Lucy Press, White Wolf, ou Caliber.
Alguns dos títulos em que trabalhou nestas editoras são The Chronicles of Corum, Phantom Stranger, World of Krypton, Cosmic Odyssey, Ironwolf: Fires of the Revolution, Gotham by Gaslight, Dracula e Aliens: Salvation.
No seu currículo, estão obras ao lado de roteiristas conceituados, como Walter Simonson, Alan Moore e Dave Gibbons. Em meados dos anos 90, que criou o personagem Hellboy. Tem ainda ilustrado os livros de Hellboy, escritos ou editados por Christopher Golden.[carece de fontes?]

## Obras publicadas em Portugal e no Brasil
- Hellboy: Semente de Destruição
- Hellboy: Despertar o Demónio
- Hellboy: Caixão Acorrentado
- Hellboy: A Mão Direita da Perdição
- Hellboy: Verme Conquistador
- Hellboy: Paragens Exóticas
- Hellboy: A Noiva do Inferno
- Hellboy: A Caçada Selvagem
- Hellboy: A Feiticeira Troll
- Hellboy: Máscaras e Monstros
- Hellboy: O Vigarista/A Capela de Moloch
- Hellboy: Tormenta e Fúria

## Cinema
Em 1992, foi ilustrador do filme Drácula de Bram Stoker de Francis Ford Coppola. Trabalhou ainda como consultor visual no filme Blade II de Guillermo del Toro em 2002.[carece de fontes?] Em 2004 Hellboy foi transposto para o cinema por Guillermo del Toro, com Mignola como consultor visual e produtor (além de um aparição no filme como um cavaleiro). Em 2008 foi lançado Hellboy II: The Golden Army.
Na área de animação, contribuiu com o desenho de personagens para as séries Batman (1992) e Batman Beyond (1999) e para o filme da Disney Atlântida: O Continente Perdido de Gary Trousdale e Kirk Wise (2001).[carece de fontes?]